# Makiivka
Makiivka (tiếng Ukraina:Макіївка) là một thành phố nằm trong tỉnh Donetsk của Ukraina. Thành phố Makiivka có diện tích km2, dân số theo điều tra vào năm 2001 là 389.589 người. Đây là thành phố lớn thứ 12 tại Ukraina.